# Crush (Jennifer Paige)
Crush è una canzone pop registrata dalla cantante statunitense Jennifer Paige. Il brano è stato scritto da Andy Goldmark, Mark Muller, Berny Cosgrove e Kevin Clark. È stato estratto come primo singolo dell'album di debutto della Paige Jennifer Paige del 1997.

## Storia
Dopo aver ottenuto un contratto con la Edel Music, Jennifer Paige registrò "Crush" nell'aprile 1998, il cui testo era direttamente ispirato alle esperienze personali della cantante. Il produttore Andy Goldmark portò immediatamente una copia di "Crush" alla prestigiosa stazione radio KIIS-FM di Los Angeles. Nella prima settimana di maggio, KIIS-FM divenne la prima stazione nel mondo a programmare "Crush", trasmettendola dodici volte al giorno. Le prime ventimila copie di "Crush" andarono esaurite rapidamente, mentre il brano diveniva la canzone più richiesta dalle radio.
Le settimane successive anche altre quattro radio cominciarono a programmare "Crush", e le major discografiche cominciarono ad esprimere interesse nella Paige, così nel giugno 1998, la cantante si trovò a firmare un contratto con la Hollywood Records. "Crush" cominciò ad essere trasmessa nelle radio di tutto il mondo, raggiungendo la vetta delle classifiche in Canada, Australia, Spagna, Danimarca, Nuova Zelanda, Sudafrica e Lituania. In agosto "Crush" fu certificato disco d'oro dopo aver venduto 500,000 copie.
Con la hit "Crush" Jennifer Paige iniziò e terminò il suo successo, tant'è che grazie ad essa oggi la cantante è considerata una one-hit wonder

## Il video
Il video di "Crush" è stato prodotto da Kati Haberstok e diretto da David Hogan. Nel video Jennifer Paige è alla guida di un'automobile insieme al proprio fidanzato e a un'altra coppia di amici. Le due coppie si scambiano effusioni affettuose fra loro, ma da un gioco di sguardi, scambiati attraverso lo specchietto retrovisore fra la Paige e il fidanzato dell'amica si intuisce che il destinatario della canzone ("crush" in italiano significa "infatuazione", "cotta") non sia il fidanzato ufficiale.

## Tracce
- CD-Maxi

1. "Crush" 3:19
2. "Crush" (Dance Mix) 3:16
3. "Crush" (Instrumental) 3:19

- Crush The Remixes

1. "Crush" (David Morales Radio Alt Intro)
2. "Crush" (Tiefschwarz Radio Edit)
3. "Crush" (David Morales Club Mix)
4. "Crush" (Tiefschwarz Hollywood Extended)
5. "Crush" (David Morales Alt Club Body)
6. "Crush" (David Morales La Crush Dub)

## Classifiche
| Classifica (1998)                         | Massima posizione |
| ----------------------------------------- | ----------------- |
| Australian Recording Industry Association | 1                 |
| Ö3 Austria Top 40                         | 10                |
| Canadian Top 40 Airplay                   | 1                 |
| Dutch Top 40                              | 6                 |
| French Singles Charts                     | 4                 |
| German Singles Chart                      | 15                |
| Italian Singles Chart                     | 5                 |
| Latvian Airplay Chart                     | 1                 |
| Norwegian Singles Chart                   | 6                 |
| RIANZ New Zealand                         | 1                 |
| Spanish Singles Chart                     | 1                 |
| Swedish Singles Chart                     | 14                |
| U.S. Billboard Hot 100                    | 3                 |
| U.S. Billboard Adult Contemporary         | 23                |
| UK Singles Chart                          | 4                 |